# Motilla del Palancar
Motilla del Palancar é um município da Espanha na província de Cuenca, comunidade autónoma de Castilla-La Mancha, de área 73,70 km² com população de 5653 habitantes (2007) e densidade populacional de 74,24 hab/km².

## Demografia
| Variação demográfica do município entre 1991 e 2004 | Variação demográfica do município entre 1991 e 2004 | Variação demográfica do município entre 1991 e 2004 | Variação demográfica do município entre 1991 e 2004 |
| --------------------------------------------------- | --------------------------------------------------- | --------------------------------------------------- | --------------------------------------------------- |
| 1991                                                | 1996                                                | 2001                                                | 2004                                                |
| 4863                                                | 5013                                                | 5102                                                | 5497                                                |